# فريدريك دايفنثال
فريدريك دايفنثال (بالفرنسية: Frédéric Diefenthal)‏
```
هو 
ممثل
 
فرنسي
، ولد في 26 يوليو 1968 في 
فرنسا
.
[
2
]
 بدأ مشواره المهني سنة 1991.
```

## أعمال

### أفلام
- (1998) تاكسي
- (2000) تاكسي 2
- (2007) تاكسي 4

## وصلات خارجية
- فريدريك دايفنثال على موقع IMDb (الإنجليزية)
- فريدريك دايفنثال على موقع روتن توميتوز (الإنجليزية)
- فريدريك دايفنثال على موقع ألو سيني (الفرنسية)
- فريدريك دايفنثال على موقع ميوزك برينز (الإنجليزية)
- فريدريك دايفنثال على موقع أول موفي (الإنجليزية)
- فريدريك دايفنثال على موقع قاعدة بيانات الأفلام السويدية (السويدية)
- فريدريك دايفنثال على موقع ديسكوغز (الإنجليزية)
- فريدريك دايفنثال على موقع قاعدة بيانات الفيلم (الإنجليزية)
- فريدريك دايفنثال على موقع كينوبويسك (الروسية)